# Mike Maignan
Mike Peterson Maignan (født 3. juli 1995) er en fransk professionel fodboldspiller, som spiller for Serie A-klubben AC Milan og Frankrigs landshold.

## Klubkarriere

### Paris Saint-Germain
Maignan kom igennem Paris Saint-Germains ungdomsakademi. Han var flere gange involveret med førsteholdet, men spillede dog aldrig en kamp.

### Lille
Maignan skiftede i august 2015 til Lille OSC. Efter at førstevalgsmålmand Vincent Enyeama fik et rødt kort i en kamp imod Rennes den 18. september 2015 fik Maignan sin førsteholdsdebut, hvor han imponerede ved at rede et straffespark. I den næste kamp redede han igen et straffespark.
Hans førsteholdsgennembrud kom dog først i 2017-18 sæsonen, hvor han blev førstevalg frem for Enyeama. Maignan var i 2020-21 sæsonen med til at Lille vandt Ligue 1. Han holdt rent bur i sæsonen i hele 21 kampe, hvilke kun var et rent bur væk fra den gamle rekord.

### AC Milan
I maj 2021 annoncerede AC Milan at Maignan ville skifte til klubben per den 1. juni. Han imponerede stort i sin debutsæson, trods den store opgave som det var at erstatte Gianluigi Donnarumma. Han endte sæsonen med 17 rene bur, bedre end nogen anden målmand i ligaen, og han blev kåret som årets målmand i Serie A som resultat.

## Landsholdskarriere

### Ungdomslandshold
Maignan har repræsenteret Frankrig på samtlige ungdomsniveauer.

### Seniorlandshold
Maignan debuterede for Frankrigs landshold den 7. oktober 2020. Han var del af Frankrigs trup til EM 2020.

## Privat
Maignan er født i Fransk Guyana til en mor fra Haiti og en far fra Frankrig.

## Titler
Lille
- Ligue 1: 1 (2020-21)

AC Milan
- Serie A: 1 (2021-22)

Frankrig
- UEFA Nations League: 1 (2020-21)

Individual
- UNFP Ligue 1 Årets målmand: 1 (2018-19)
- UNFP Ligue 1 Årets hold: 2 (2018-19)
- Serie A Bedste målmand: 1 (2021-22)
- Serie A Årets hold: 2 (2021-22, 2022-23)